# Яроповицька волость
Яроповицька волость — історична адміністративно-територіальна одиниця Сквирського повіту Київської губернії з центром у селі Зарубинці.
Станом на 1886 рік складалася з 7 поселень, 7 сільських громад. Населення — 7823 особи (2135 чоловічої статі та 2139 — жіночої), 662 дворових господарства.
Ліквідована наприкінці 1880-х років, територія та усі поселення були приєднані до Ходорківської волості.
|                     | Площа, десятин | У тому числі орної, дес. |
| ------------------- | -------------- | ------------------------ |
| Сільських громад    | 6487           | 4868                     |
| Приватної власності | 9020           | 4532                     |
| Іншої власності     | 9073           | 3519                     |
| Загалом             | 24580          | 12919                    |

Основні поселення волості:
- Зарубинці — колишнє власницьке село при струмкові за 50 верст від повітового міста, 1071 особа, 132 двори, православна церква, школа, постоялий будинок, лавка. За 15 верст — колонія із 602 мешканцями, школою, лікарнею, 3 постоялими будинками, лавками.
- Вербів — колишнє власницьке село  при річці Унава, 938 осіб, 116 осіб, православна церква, католицька каплиця, школа.
- Зарубинецька Волиця — колишнє власницьке село при озері, 735 осіб, 74 двори, православна церква, католицька каплиця, школа, постоялий будинок.
- Корчмище — колишнє власницьке село при річці Бродівка, 171 особа, 25 дворів, православна церква, постоялий будинок, лавка, вітряний млин.
- Степок — колишнє власницьке село при річці Бродівка, 873 особи, 116 дворів, православна церква, школа, постоялий будинок.
- Яроповичі — колишнє власницьке село при річці Ірпінь, 1233 особи, 190 дворів, православна церква, лавка.